# 水溶性色鉛筆

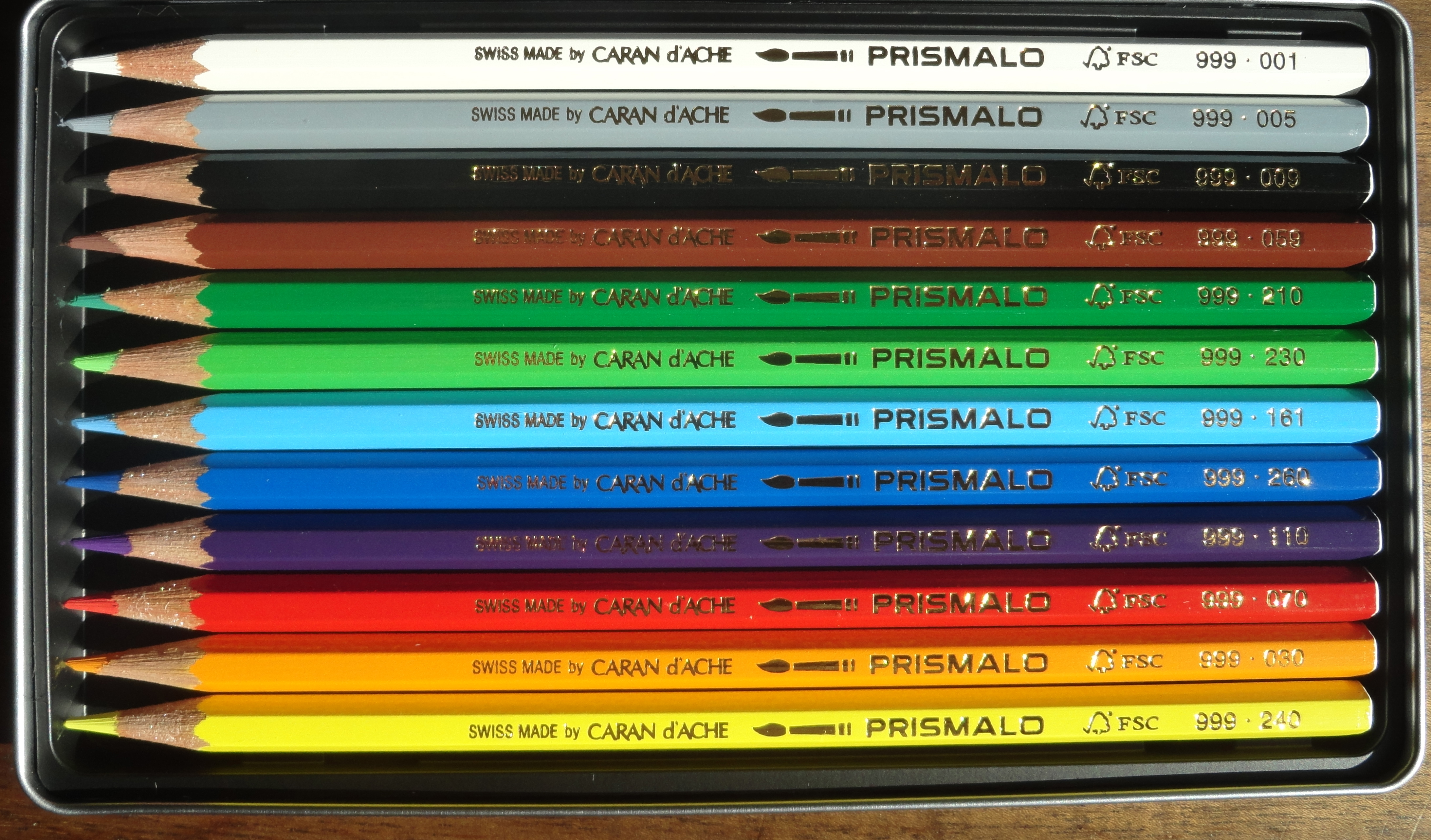
一盒瑞士卡達水溶性木顏色筆

水溶性色鉛筆是一種彩色鉛筆（即色鉛筆，铅笔的一种），并且在遇水的情況下能呈現水彩效果的一種美術用品。

## 使用方式
水溶性色鉛筆可以直接在紙上作畫，畫出來的圖像和一般的色鉛筆一樣，但也可以加上水，當我們用水溶性色鉛筆畫好後，只要用水彩筆沾水，在上面輕輕的畫，原本色鉛筆的效果便會被水彩效果取代，畫出來的圖像和水彩一樣，但是水溶性色鉛筆也可以運用許多技巧，表現出豐富的色彩及效果。

### 畫好後用水彩筆畫
這種方式最為普遍，先將已用水溶性色鉛筆的畫，用水彩筆沾水上色，即可達到如水彩一般的效果。

### 色鉛筆沾水後上色
將水溶性色鉛筆先沾水後上色，這時顏色會比較深，比較濃，適合畫重色時使用。畫出來的效果就有如水彩顏料只加一點水所呈現的效果。

### 直接上色
水溶性色鉛筆也可以當作一般色鉛筆直接上色，但要小心不要碰到水，不然會變成水彩效果，原本的色鉛筆效果就無法復原。

### 用衛生紙擦過
一般色鉛筆畫好後，用衛生紙擦一擦不會有太大的變化。但水溶性色鉛筆沒有沾水時，畫好後用衛生紙擦一擦，可以有陰影的效果，這是其他美術用品無法取代的部份。

## 保存色鉛筆
使用水溶性色鉛筆時，不要使用削鉛筆機，因為會使得色鉛筆消耗比較快，應該使用刀片削，不過也要小心，不然刀片容易將筆芯削斷，沒有把握的使用者，還是用削鉛筆機比較適合。因為色鉛筆是水溶性的，因此一定要防潮，避免沾到水等液體。